# ジョー・ウォーレン
ジョー・ウォーレン（Joe Warren、1976年10月31日 - ）は、アメリカ合衆国の男性レスリング選手、総合格闘家。ミシガン州グランドラピッズ出身。リノ・スポーツ・ギャラリー所属。元Bellator世界フェザー級王者。元Bellator世界バンタム級王者。Bellator史上初の二階級制覇王者。

## 来歴
10歳でレスリングを始め、ミシガン大学に進学。
1998年、全米大学選手権58kg級で優勝。
2005年、全米選手権グレコローマン60kg級で優勝。
2006年、全米選手権グレコローマン60kg級で2年連続で優勝。
2006年9月25日、レスリング世界選手権グレコローマン60kg級で優勝。同年の全米レスリング協会・グレコローマン全米最優秀選手に選出された。世界選手権後、独学で総合格闘技の練習を始めた。
2007年2月24日、ワールドカップ・グレコローマン60kg級で優勝。
2007年4月、全米選手権グレコローマン60kg級で3年連続で優勝。
2007年6月、世界選手権代表選考会グレコローマン60kg級で優勝。
2007年7月、ドーピングテストでマリファナの陽性反応が出たため、2年間（2009年7月22日まで）の出場停止処分を受けた。
2008年、チーム・クエストで練習を始めた。

### DREAM
2009年3月8日、DREAM初参戦となったDREAM.7のフェザー級（-63kg）グランプリ1回戦で元WEC世界バンタム級王者チェイス・ビービと対戦。跳び膝蹴りで額をカットさせると、1R終了時にドクターストップでTKO勝ち。5月26日、DREAM.9の2回戦で山本"KID"徳郁と対戦し、2-1の判定勝ちを収めた。
2009年10月6日、DREAM.11のフェザー級グランプリ準決勝でビビアーノ・フェルナンデスと対戦し、開始42秒腕ひしぎ十字固めで一本負け。レフェリーがストップしたことに対し、タップしていないと抗議したことでイエローカードを受けた。
2009年10月30日のVALE TUDO JAPAN 09で佐藤ルミナと対戦することが10月18日に発表されるも、4日後の10月22日に左足靱帯損傷による欠場が発表された。

### Bellator
2010年4月8日、Bellatorシーズン2に初参戦し、フェザー級トーナメント1回戦でエリック・マリオットに3-0の判定勝ち。5月13日の準決勝でジョージ・カラカニヤンに3-0の判定勝ち。6月24日の決勝ではパトリシオ・ピットブルに2-1の判定勝ちで優勝を果たした。
2010年9月2日、Bellator世界フェザー級王者ジョー・ソトに挑戦し、右膝蹴りでKO勝ちを収め王座獲得に成功した。
2012年3月9日、Bellator 60の世界フェザー級タイトルマッチでパット・カランと対戦し、右アッパーの連打でKO負けを喫し王座陥落した。
2013年9月27日、Bellator 101のバンタム級トーナメント1回戦でニック・カークと対戦し、リバーストライアングルアームバーで一本勝ち。11月8日、Bellator 107のバンタム級トーナメント決勝でトラヴィス・マークスと対戦し、パウンドでTKO勝ちを収め優勝を果たした。
2014年5月2日、Bellator 118の世界バンタム級暫定王座決定戦でハファエル・シウバと対戦し、3-0の判定勝ちを収め王座獲得に成功した。
2014年10月10日、Bellator 128の世界バンタム級王座統一戦でエドゥアルド・ダンタスと対戦し、3-0の判定勝ちを収め王座獲得に成功した。
2015年3月27日、Bellator 135の世界バンタム級タイトルマッチでマルコ・ロウロと再戦し、膝十字固めで一本負けを喫し王座陥落した。レフェリーが痛みで悲鳴をあげたウォーレンを見て危険と判断して止めたため、試合後にタップしてないと抗議を行い裁定に不満を示した。
2016年12月2日、Bellator 166の世界バンタム級タイトルマッチでエドゥアルド・ダンタスと再戦し、0-2の判定負けを喫し王座獲得に失敗した。

## 戦績
| 総合格闘技 戦績 | 総合格闘技 戦績 | 総合格闘技 戦績 | 総合格闘技 戦績 | 総合格闘技 戦績 | 総合格闘技 戦績 | 総合格闘技 戦績 |
| --------------- | --------------- | --------------- | --------------- | --------------- | --------------- | --------------- |
| 21 試合         | (T)KO           | 一本            | 判定            | その他          | 引き分け        | 無効試合        |
| 15 勝           | 3               | 2               | 10              | 0               | 0               | 0               |
| 8 敗            | 3               | 3               | 2               | 0               | 0               | 0               |

| 勝敗 | 対戦相手                   | 試合結果                                 | 大会名                                                                     | 開催年月日     |
| ×    | ショーン・バンチ           | 1R 1:42 TKO（スタンドパンチ連打）        | Bellator 210: Njokuani vs. Salter                                          | 2018年11月30日 |
| ×    | ジョー・タイマングロ       | 5分3R終了 判定3-0                        | Bellator 195: Caldwell vs. Higo                                            | 2018年3月2日   |
| ○    | スティーブ・ガルシア       | 5分3R終了 判定3-0                        | Bellator 181: Campos vs. Girtz 3                                           | 2017年7月14日  |
| ×    | エドゥアルド・ダンタス     | 5分5R終了 判定0-2                        | Bellator 166: Dantas vs. Warren 2 【Bellator世界バンタム級タイトルマッチ】 | 2016年12月2日  |
| ○    | サーワン・カカイ           | 3R 1:04 ギロチンチョーク                 | Bellator 161: Kongo vs. Johnson                                            | 2016年9月16日  |
| ×    | ダリオン・コールドウェル   | 1R 3:23 リアネイキドチョーク             | Bellator 151: Warren vs. Caldwell                                          | 2016年3月4日   |
| ○    | L.C.デイビス               | 5分3R終了 判定3-0                        | Bellator 143: Warren vs. Davis                                             | 2015年9月25日  |
| ×    | マルコ・ロウロ             | 2R 0:45 膝十字固め                       | Bellator 135: Warren vs. Galvao 【Bellator世界バンタム級タイトルマッチ】   | 2015年3月27日  |
| ○    | エドゥアルド・ダンタス     | 5分5R終了 判定3-0                        | Bellator 128 【Bellator世界バンタム級王座統一戦】                          | 2014年10月10日 |
| ○    | ハファエル・シウバ         | 5分5R終了 判定3-0                        | Bellator 118 【Bellator世界バンタム級暫定王座決定戦】                      | 2014年5月2日   |
| ○    | トラヴィス・マークス       | 2R 1:56 TKO（膝蹴り→パウンド）           | Bellator 107 【バンタム級トーナメント 決勝】                               | 2013年11月8日  |
| ○    | ニック・カーク             | 2R 3:03 リバーストライアングルアームバー | Bellator 101 【バンタム級トーナメント 1回戦】                              | 2013年9月27日  |
| ○    | オーウェン・エヴィンガー   | 5分3R終了 判定3-0                        | Bellator 80                                                                | 2012年11月9日  |
| ×    | パット・カラン             | 3R 1:25 KO（スタンドパンチ連打）         | Bellator 60 【Bellator世界フェザー級タイトルマッチ】                       | 2012年3月9日   |
| ×    | アレクシス・ヴィラ         | 1R 1:04 KO（左フック）                   | Bellator 51 【バンタム級トーナメント 1回戦】                               | 2011年9月24日  |
| ○    | マルコ・ロウロ             | 5分3R終了 判定3-0                        | Bellator 41                                                                | 2011年4月16日  |
| ○    | ジョー・ソト               | 2R 0:33 KO（右膝蹴り）                   | Bellator 27 【Bellator世界フェザー級タイトルマッチ】                       | 2010年9月2日   |
| ○    | パトリシオ・ピットブル     | 5分3R終了 判定2-1                        | Bellator 23 【フェザー級トーナメント 決勝】                                | 2010年6月24日  |
| ○    | ジョージ・カラカニヤン     | 5分3R終了 判定3-0                        | Bellator 18 【フェザー級トーナメント 準決勝】                              | 2010年5月13日  |
| ○    | エリック・マリオット       | 5分3R終了 判定3-0                        | Bellator 13 【フェザー級トーナメント 1回戦】                               | 2010年4月8日   |
| ×    | ビビアーノ・フェルナンデス | 1R 0:42 腕ひしぎ十字固め                 | DREAM.11 フェザー級グランプリ2009 決勝戦 【フェザー級グランプリ 準決勝】   | 2009年10月6日  |
| ○    | 山本"KID"徳郁              | 2R（10分/5分）終了 判定2-1               | DREAM.9 フェザー級グランプリ2009 2nd ROUND 【フェザー級グランプリ 2回戦】  | 2009年5月26日  |
| ○    | チェイス・ビービ           | 1R終了時 TKO（ドクターストップ）         | DREAM.7 フェザー級グランプリ2009 開幕戦 【フェザー級グランプリ 1回戦】     | 2009年3月8日   |

## 獲得タイトル
- レスリングパンアメリカン選手権 グレコローマン60kg級 優勝（2006年）
- レスリング世界選手権 グレコローマン60kg級 優勝（2006年）
- レスリングワールドカップ グレコローマン60kg級 優勝（2007年）
- Bellatorシーズン2 フェザー級トーナメント 優勝（2010年）
- 第2代Bellator世界フェザー級王座（2010年）
- Bellatorシーズン9 バンタム級トーナメント 優勝（2013年）
- Bellator世界バンタム級暫定王座（2014年）
- 第3代Bellator世界バンタム級王座（2014年）

## 表彰
- 全米レスリング協会 グレコローマン最優秀選手（2006年）